# Bahnhof Berlin-Karlshorst
Der Bahnhof Berlin-Karlshorst ist ein Bahnhof im gleichnamigen Berliner Ortsteil Karlshorst im Bezirks Lichtenberg. Bis 2017 diente er auch dem Regionalverkehr, seitdem wird er nur noch von Zügen der S-Bahn Berlin bedient. Er steht unter Denkmalschutz.

## Geschichte

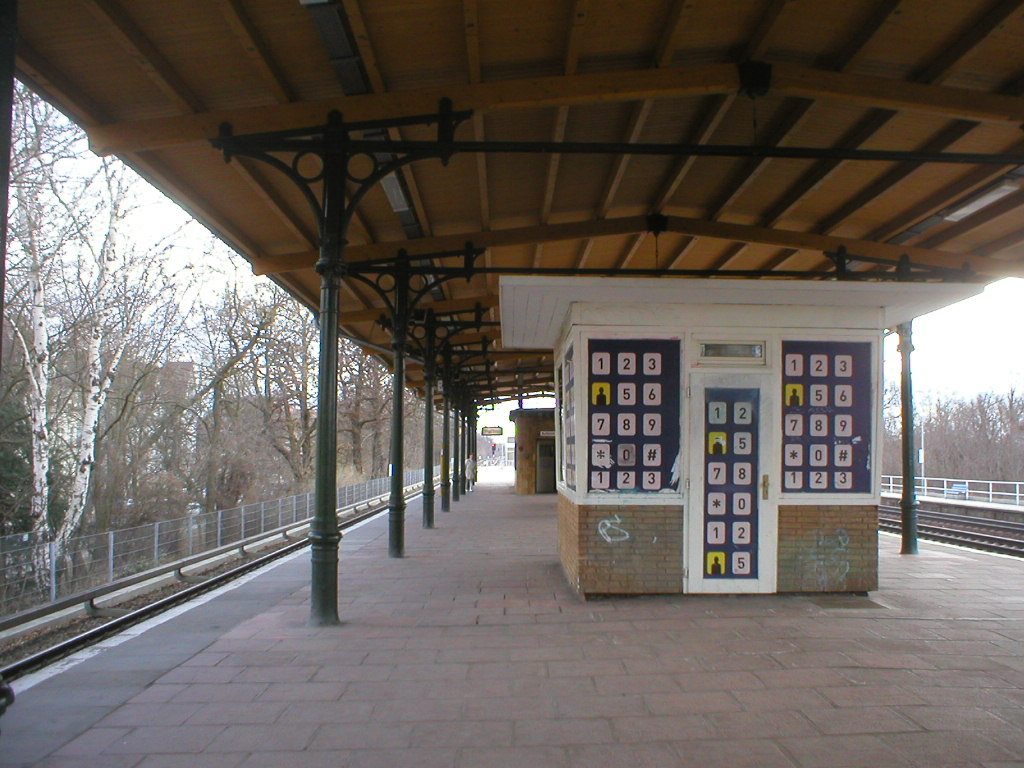
S-Bahnsteig, vor dem Umbau 2018

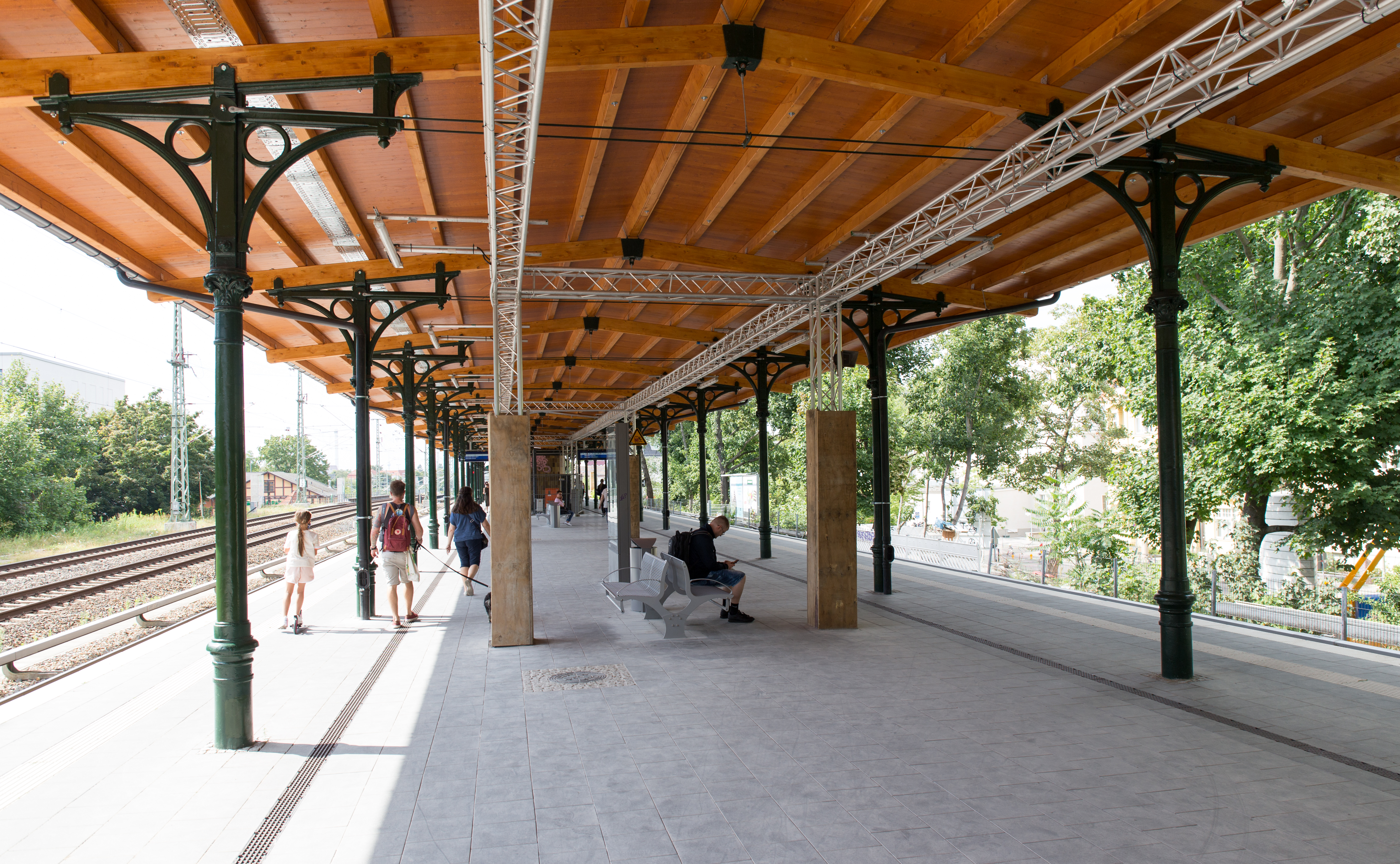
S-Bahnsteig, nach dem Umbau 2018

### 1892–1894
Seit 1892 gab es Pläne zum Bau einer größeren Siedlung mit Bahnanschluss nahe dem Vorwerk Carlshorst (damalige Schreibweise) vom Baumeister Oscar Gregorovius, dem Gründer und Baumeister der Kolonie Karlshorst, aber auch zum Bau einer Pferderennbahn vom Berliner Verein für Hindernisrennen. Der Verein hatte hier ein Gelände erworben. 1893 legte das Eisenbahn-Betriebsamt Berlin einen Entwurf zur Anlage einer Haltestelle für die Rennbahn bei Carlshorst vor.
Am 6. Mai 1894 wurde die neue Rennbahn Karlshorst eröffnet. Am gleichen Tag wurde der Rennbahnhof Carlshorst südlich der Trasse der Niederschlesisch-Märkischen Eisenbahn in Betrieb genommen. Es war ein Kopfbahnhof mit sieben Gleisen, drei Inselbahnsteigen und einem Seitenbahnsteig. Das Empfangsgebäude (heute unter Denkmalschutz) wurde erst nach der Eröffnung des Bahnhofs fertiggestellt. Für Besuche des Kaisers entstand ein eigener Empfangspavillon an der Einmündung der Lehndorff- in die Wandlitzstraße.

### 1895–1947
Die ebenerdige Vorortstation Carlshorst neben dem Rennbahnhof wurde am 1. Mai 1895 in Betrieb genommen. 1901 erfolgte die Umbenennung des Ortes und damit auch des Bahnhofs in Karlshorst. Mit der Hochlegung der Strecke bis 1902 entstanden das heutige Empfangsgebäude und die Brücke über die jetzige Treskowallee. 1928 wurde der elektrische S-Bahn-Betrieb auf der Strecke zwischen Erkner und Potsdam aufgenommen. Der Verkehr am Bahnhof, immer noch zu großen Teilen aus den Besuchern der Rennbahn resultierend, verzeichnete in diesen Jahren seine größten Zahlen. Der Rennbahnhof war überflüssig geworden, das Empfangsgebäude wurde durch die Reichsbahn für andere Zwecke genutzt. Bis 1993 war hier die Starkstrommeisterei Berlin-Karlshorst untergebracht, heute befindet sich hier ein Biosupermarkt (Stand: 2024).
Nach dem Zweiten Weltkrieg, im Juli 1945, wurden die Fernbahngleise der Strecke kurzzeitig auf russische Breitspur umgespurt. Der sowjetische Diktator Stalin war Teilnehmer der Potsdamer Konferenz und bestand auf einer umsteigefreien Anreisemöglichkeit. Die Rückumspurung auf Normalspur erfolgte im September des gleichen Jahres. Da die Strecke die wichtigste Verbindung in die Sowjetunion darstellte, blieben die Ferngleise von der Demontage verschont, als Ausgleich wurden dagegen beide Vorortgleise entfernt. Erst 1947 konnten S-Bahn-Züge die wieder neu verlegten Gleise benutzen und so auch Karlshorst wieder anfahren.

### Erweiterung zum Regionalbahnhof

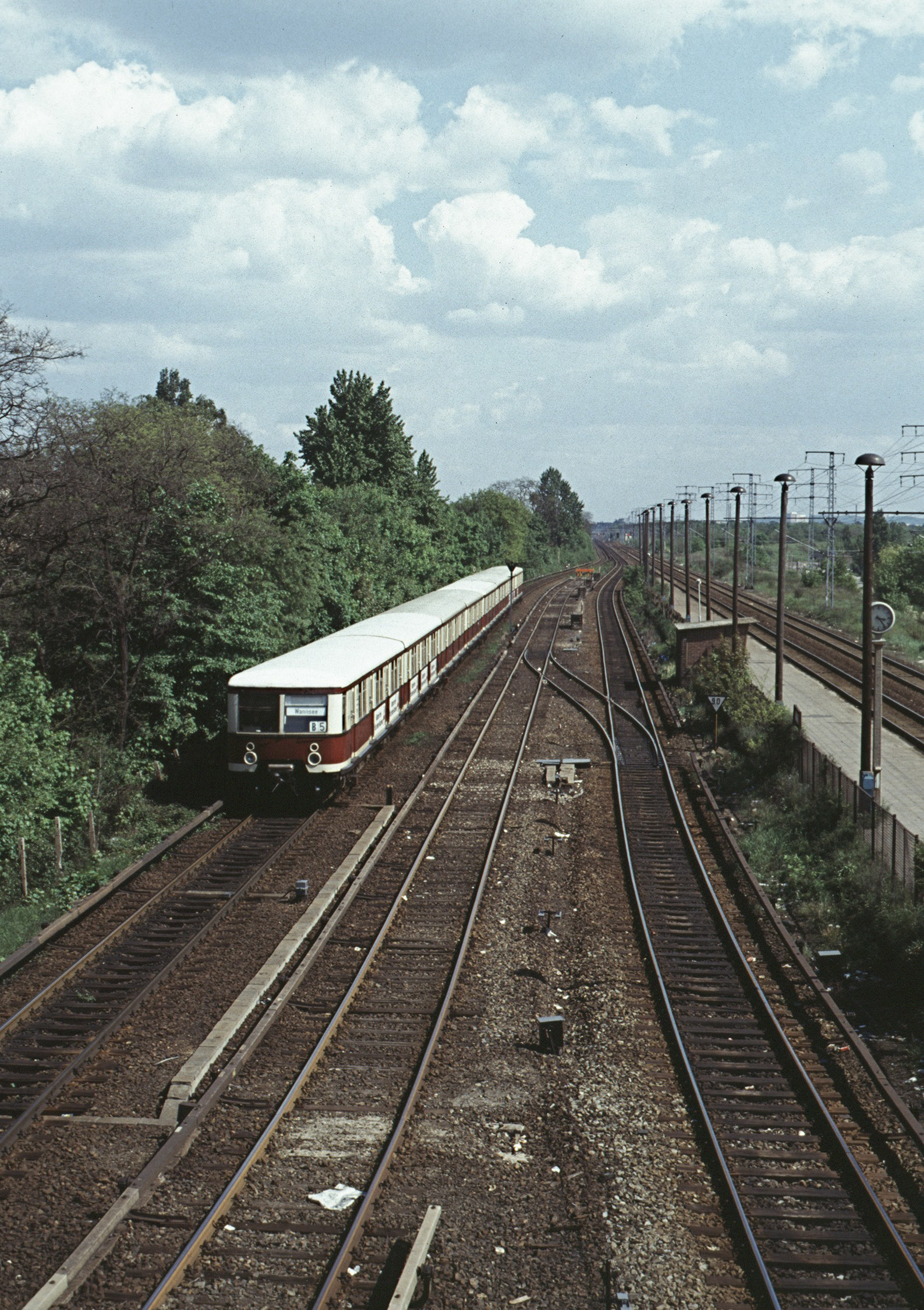
Blick von der Fußgängerbrücke auf das Kehrgleis der S-Bahn und den nördlichen Regionalbahnsteig, 1991

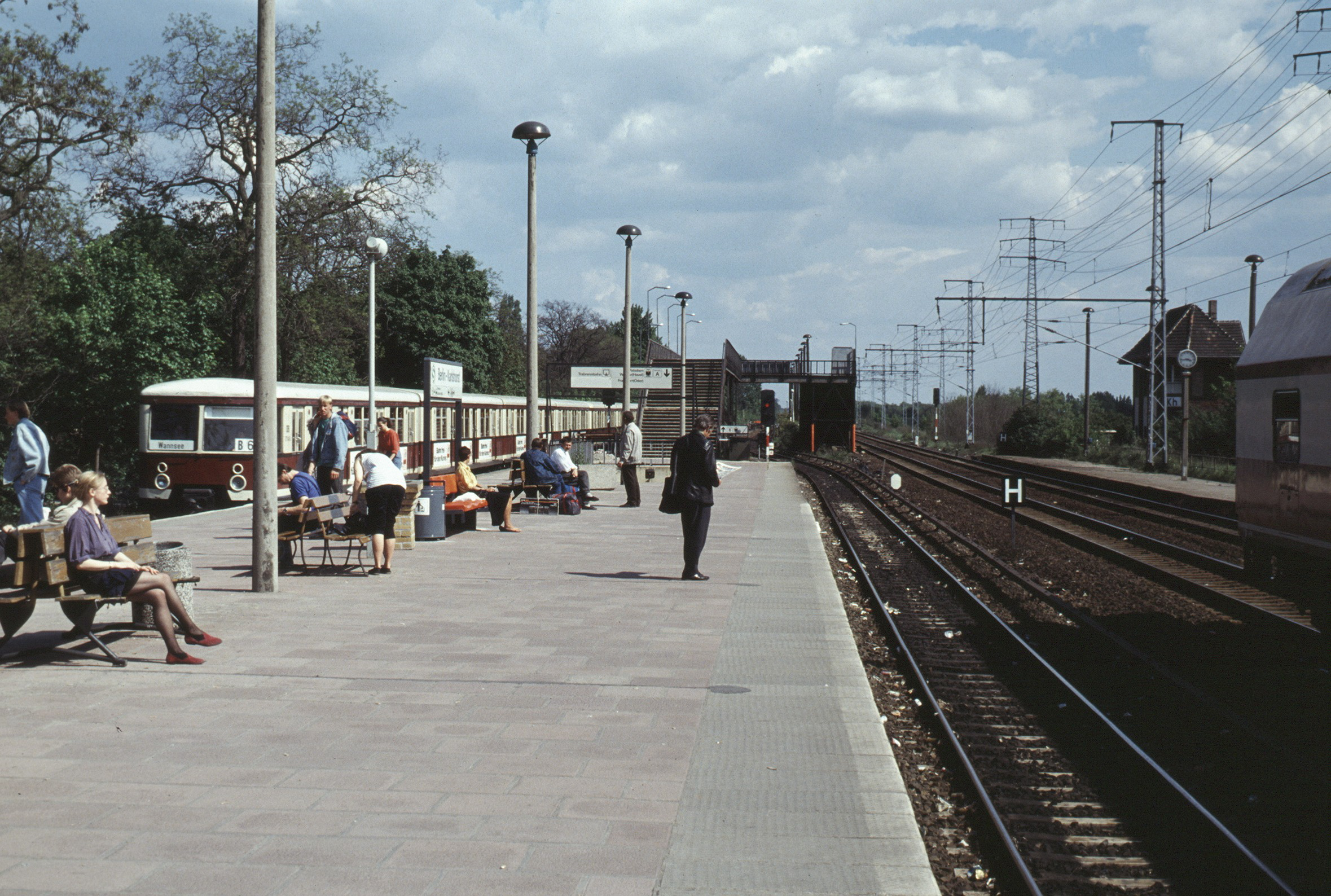
S-Bahnsteig mit Zug der Baureihe 277, Fußgängerbrücke und südlicher Regionalbahnsteig, 1991

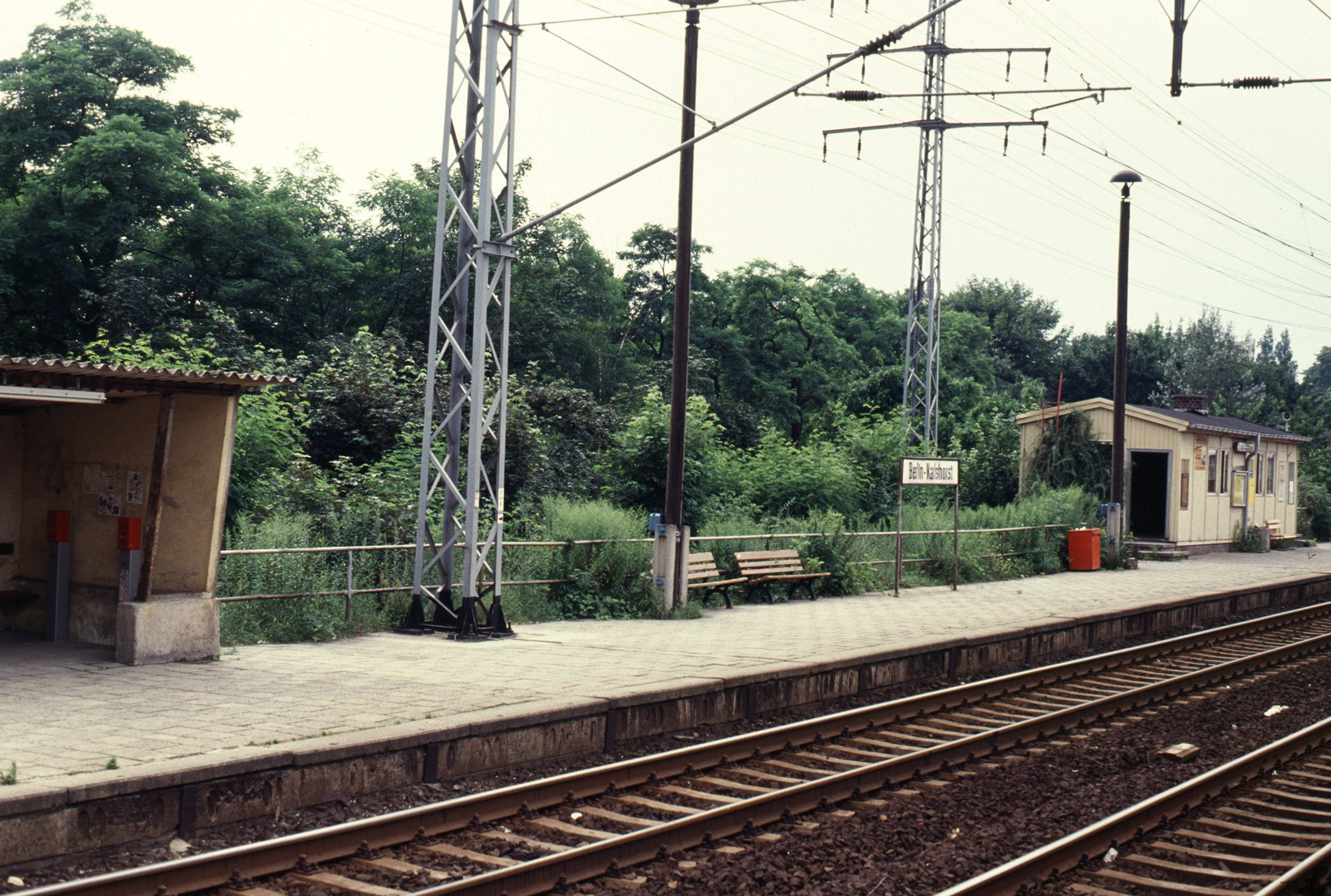
Stadtauswärtiger südlicher Regionalbahnsteig, hinten das Zugangsgebäude, 1991

Als ab 1952 die Züge des DDR-Binnenverkehrs nicht mehr durch West-Berlin fuhren, war für sie der Ostbahnhof betrieblich zu einem Kopfbahnhof geworden, der dadurch stark belastet war. Deshalb war Anfang der 1960er Jahre geplant, den Bahnhof Karlshorst als weiteren Fernbahnhof für Ost-Berlin auszubauen. Der Bahnhof sollte von der Südost- auf die Nordwestseite der Treskowallee verlegt und ein 600 Meter langer Fernbahnsteig errichtet werden. An den beiden Bahnsteigkanten sollten jeweils zwei Züge hintereinander halten können, Weichenverbindungen in Bahnsteigmitte zu den beiden an den Bahnsteigen vorbeiführenden Hauptgleisen entstehen. Das neue zweigeschossige Empfangsgebäude sollte an der Wandlitz-/Lehndorffstraße entstehen. Unter den Bahnanlagen war ein zehn Meter breiter Fußgängertunnel zwischen Lehndorff- und Dönhoffstraße für den Zugang zum S- und zum Fernbahnsteig vorgesehen. Nur der S-Bahnsteig sollte einen Zugang von der Treskowallee erhalten. Dazu wäre die Brücke über die Treskowallee verbreitert worden. Neben dem Empfangsgebäude sollte ein achtgeschossiges Verwaltungsgebäude der Reichsbahn gebaut werden. Der Verkehr in Richtung Norden sollte über eine zunächst nach Südosten führende Ausfädelung zum Außenring am Rangierbahnhof Wuhlheide geleitet werden. Entsprechende Vorarbeiten fanden bereits statt, die Erdwälle der Ausfädelung und die Widerlager der geplanten Brücke über die Frankfurter Bahn sind erhalten geblieben. Auf der Trasse der VnK-Strecke, über die der Verkehr vom Ostbahnhof in Richtung Norden führte, sollte eine Autostraße entstehen.
Nach dem Mauerbau am 13. August 1961 bekam der Bahnhof einen Regionalbahnsteig. Da die S-Bahn-Züge nach Potsdam nicht mehr durch West-Berlin fahren konnten, mussten neue Pendelzüge zwischen Ost-Berlin und Potsdam über den Außenring geleitet werden. Karlshorst bot sich als am besten geeigneter Bahnhof für diese „Sputnik“ genannten Züge an. Außerdem hielten zu DDR-Zeiten einige Züge nach Frankfurt (Oder) im Bahnhof. Zu bestimmten Zeiten war Karlshorst auch Endpunkt einiger Schnellzüge, wenn die Kapazität der anderen Berliner Fernbahnhöfe nicht ausreichte. Eine Verbindung von den provisorischen Bahnsteigen in Richtung Norden gab es jedoch nicht und wäre wegen der Höhenverhältnisse auch nicht möglich gewesen.
Während der südliche Regionalbahnsteig wie der S-Bahnsteig durch eine Unterführung zugänglich war, war der versetzt angelegte nördliche Regionalbahnsteig nur über einen Bahnübergang über das südliche S-Bahngleis zum S-Bahnsteig zu erreichen. Später entstand eine Fußgängerbrücke, die vom S-Bahnsteig aus dorthin führte.

### Modernisierung nach 1990

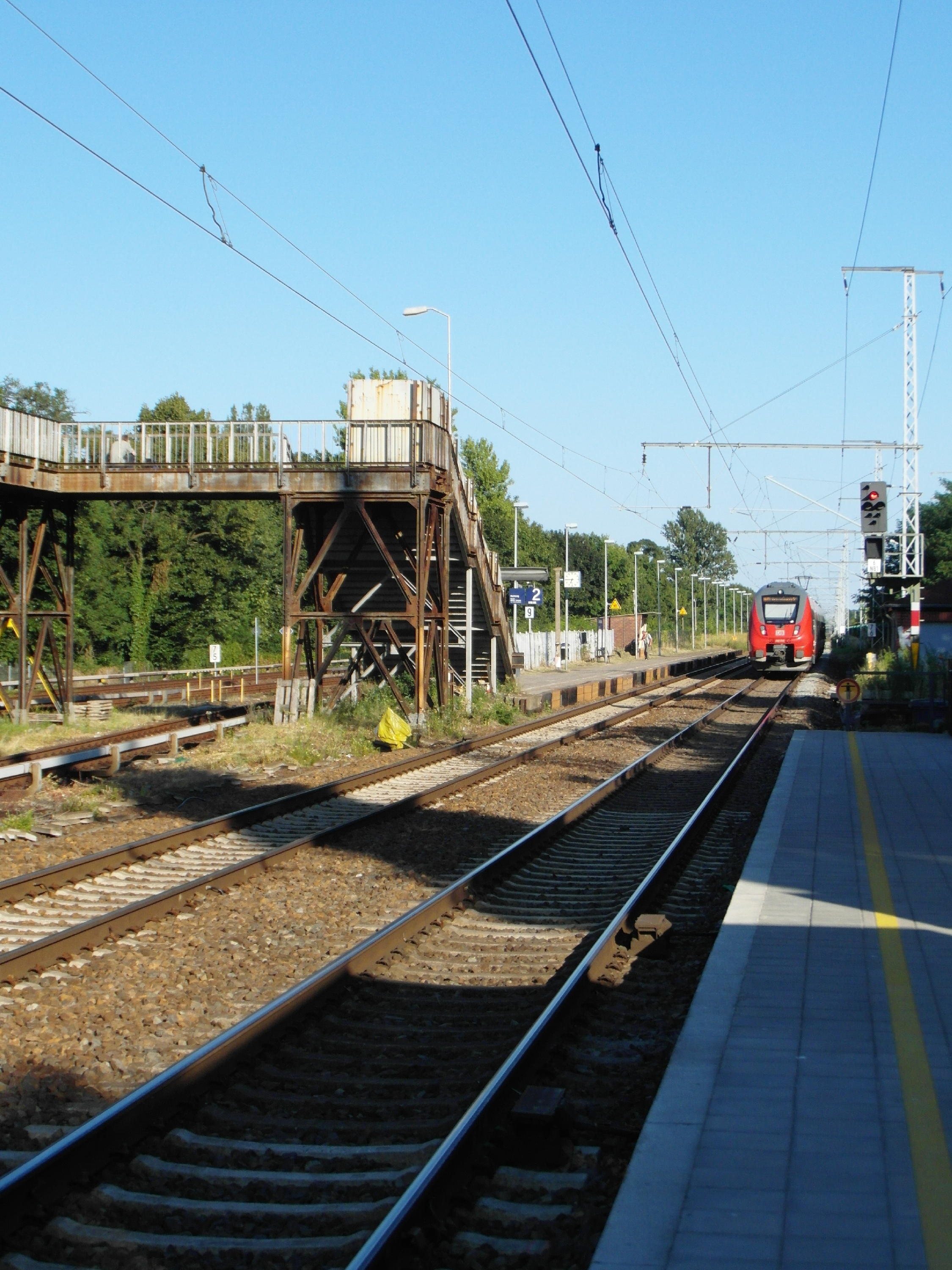
Fußgängerbrücke und ehemalige Regionalbahnsteige

Der Regionalbahnhof blieb immer ein Provisorium. Das zeigte sich vor allem in der Anbindung des Bahnsteigs für Züge aus Richtung Osten, der nur umständlich über eine Fußgängerbrücke am hinteren Ende des S-Bahnsteigs zu erreichen war. Im Jahr 2007 ersetzte die Deutsche Bahn die Fernbahnüberbauten über der Treskowallee wegen Baufälligkeit durch Hilfsbrücken. Zwischen Mai 2010 und Mai 2011 wurde der östliche Zugangstunnel nach Norden zur Stolzenfelsstraße verlängert und dort ein kleiner Vorplatz angelegt, wodurch der Bahnhof einen weiteren Zugang zum S-Bahnsteig erhielt. Die Kosten von 850.000 Euro trug das Land Berlin.

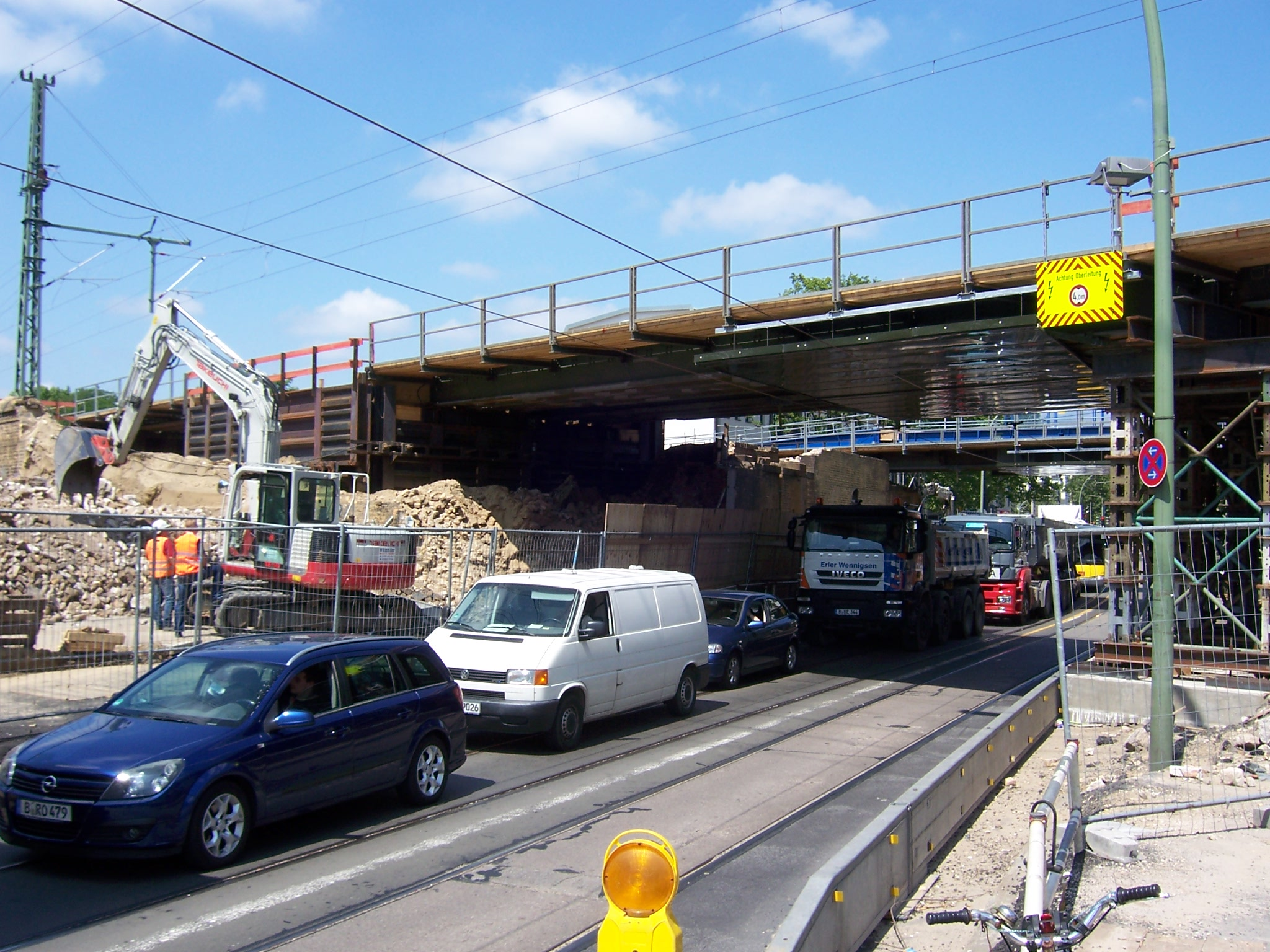
Abbrucharbeiten an der Eisenbahnüberführung Treskowallee, 2012

In Umsetzung des Projekts Ausbaustrecke (ABS) Berlin – Frankfurt (Oder) wurden im Bereich des Bahnhofs Berlin-Karlshorst die Fernbahngleise ausgebaut und die Eisenbahnüberführung Treskowallee grundhaft erneuert. Die Brücke musste aufgrund ihres Alters und umfangreicher Schäden neu gebaut werden. Dabei wurde die lichte Weite von 15,75 Meter auf 31,50 Meter vergrößert. Die Straßenbahnhaltestelle wurde im Zuge des Ausbaus der Treskowallee anschließend unter die Brücke verlegt, mit Halt jeweils am Fahrbahnrand. Der zugehörige Planfeststellungsbeschluss wurde am 14. Oktober 2011 veröffentlicht.
Nach mehreren Verschiebungen begannen die Bauarbeiten Anfang 2012. Veranschlagt war eine Bauzeit von zwei Jahren und vier Monaten. Im Mai 2012 wurden die alten Brückenüberbauten über der Treskowallee ausgehoben und durch Hilfsbrücken ersetzt, um unter deren Schutz die Widerlager neu errichten zu können.
Zwei der ausgehobenen Brückenteile waren Hartungsche Säulen, die bei den Umbauarbeiten des Jahres 1902 eingebaut worden waren; sie wurden auf dem Lichtenberger Bauhof abgestellt.
Nach Fertigstellung neuer Widerlager konnte dann im Juni 2013 der erste neue Stahlüberbau mit einem Gewicht von 240 Tonnen eingehoben werden, der die beiden Fernbahngleise aufnimmt. Der Einhub der Überbauten für die beiden S-Bahn-Gleise sowie der neuen Fußgängerüberführung erfolgte Anfang Oktober 2013, anschließend konnte der zweigleisige S-Bahn-Betrieb wiederhergestellt werden. Die Fertigstellung der Baumaßnahmen war zu diesem Zeitpunkt für April 2014 geplant.

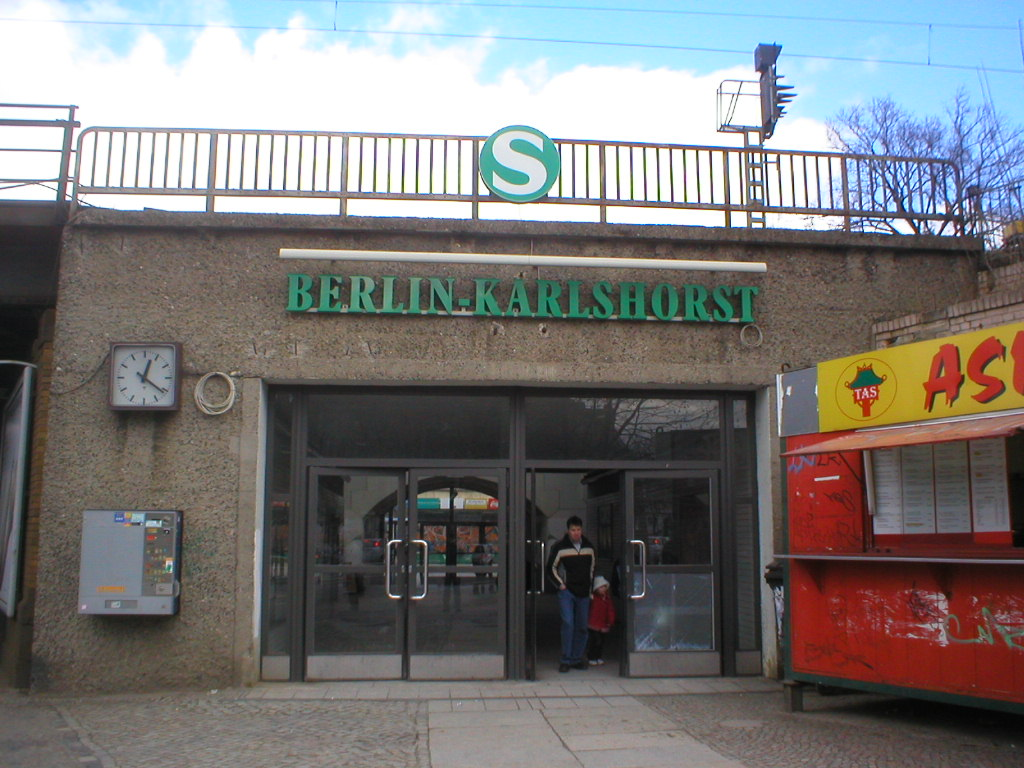
Südlicher Eingang zum Bahnhof, 2005

Bei Bauarbeiten zur Errichtung der neuen Fußgängerüberführung stürzte am 12. Oktober 2013 gegen 17 Uhr ein sieben Tonnen schweres Brückenteil sechs Meter tief auf den Boden der Bahnhofshalle. Zwei Bauarbeiter wurden schwer und ein Bauarbeiter leicht verletzt. Ein Schwerverletzter starb nach einigen Stunden im Unfallkrankenhaus Berlin. Das abgestürzte Brückenelement konnte erst im Februar 2014 geborgen und eingesetzt werden. Die Zeitplanungen zur Fertigstellung waren damit deutlich überschritten.

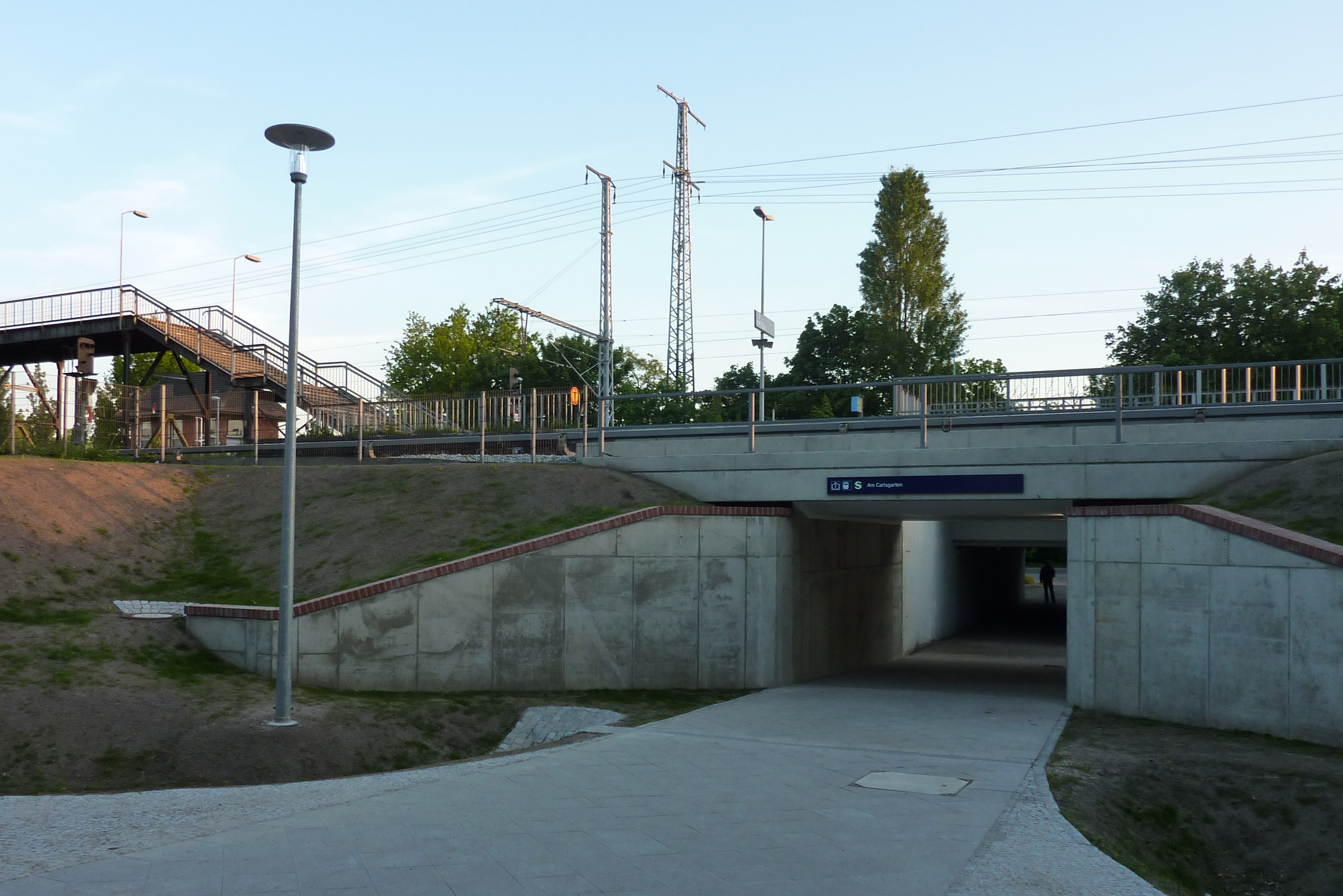
Östlicher Zugang zum S-Bahnsteig zwischen Stolzenfelsstraße und Am Carlsgarten

Der neue Zugang auf der Westseite der Treskowallee (mit Aufzug und Treppenaufgang) ist zusammen mit der Fußgängerüberführung am 27. Februar 2015 eröffnet worden. Der ursprüngliche direkte Zugang von der Treskowallee im östlichen Widerlager wurde wieder geöffnet und die dort befindliche Fahrkartenausgabe entfernt.
Mit der Inbetriebnahme des unteren Regionalbahnsteigs am Bahnhof Ostkreuz am 10. Dezember 2017 ist der Regionalbahnhof Karlshorst endgültig aufgegeben worden. Ein zusätzlicher Halt hätte zu Trassenkonflikten und Unterschreiten der Pufferzeiten geführt. Darüber hinaus waren die Fußgängerbrücke und die Regionalbahnsteige weitgehend verschlissen und hätten für einen Weiterbetrieb neu aufgebaut werden müssen. Der Rückbau dieser Anlagen wurde 2018 vorgenommen.
Nach Abschluss der Brückenbauarbeiten erfolgte in Abstimmung zwischen dem Bezirk Lichtenberg, der BVG und den Berliner Wasserbetrieben der Straßenausbau der Treskowallee und die Verlegung der Straßenbahnhaltestelle unter die Brücke. Aufgrund von Abstimmungsproblemen und eines nötigen separaten Planfeststellungsverfahrens wurde das Projekt erst 2021 fertiggestellt.
Seit Juli 2018 wurde der S-Bahnsteig unter Berücksichtigung von Denkmalschutzauflagen grundhaft erneuert, weiterhin hat der östliche Abgang eine Einhausung erhalten, und seine Unterführung unter den Fernbahngleisen ist neu errichtet worden. Die Kosten für den Umbau wurden auf sieben Millionen Euro veranschlagt. Durch ungenügende planerische Vorbereitung konnten die Arbeiten nicht wie vorgesehen während der sechswöchigen Totalsperrung im Sommer 2018 abgeschlossen werden. Der Bahnsteig musste zunächst provisorisch hergerichtet werden. Auch wurde bekannt, dass das denkmalgeschützte Aufsichtsgebäude im Zuge der Umbaumaßnahmen kurzfristig und ohne Genehmigung abgerissen wurde.
Es wird angestrebt, die eingelagerten Hartungschen Säulen der ehemaligen Bahnbrücke über die Treskowallee zu restaurieren und sie als Zeugnisse der Baukunst im Hof des Museums Lichtenberg auszustellen.

## Verkehrsanbindung
Der Bahnhof Karlshorst wird durch die S-Bahn-Linie S3 Spandau – Erkner bedient.
Seit 1998 wird der Bahnhof nicht mehr von Regionalzügen aus Potsdam über den südlichen Berliner Außenring bedient, die seit dem Mauerbau im Jahr 1961 verkehrten („Sputnik“). Der Halt für Regional-Expresszüge in Richtung Frankfurt (Oder) entfiel ein Jahr später. Am 10. Dezember 2017 wurde der Regionalverkehr auf dem Bahnhof Karlshorst eingestellt. Zuletzt bedienten die Linien RE 7 Dessau – Berlin – Berlin-Schönefeld Flughafen – Wünsdorf-Waldstadt und RB 14 Nauen – Berlin – Berlin-Schönefeld Flughafen den Bahnhof.
Rund 4.100 Fahrgäste pro Tag nutzten im 1. Halbjahr 2017 den Regionalhalt, der S-Bahnhof wird von rund 12.000 Fahrgästen pro Tag (Stand: 2016) frequentiert.
Der Bahnhof ist durch die Straßenbahnlinien M17, 27 und 37 sowie die Buslinien 296 und 396 an das öffentliche Verkehrsnetz angeschlossen.
| Linie | Verlauf |
| ----- | --- |
|       | Spandau – Stresow – Pichelsberg – Olympiastadion – Heerstraße – Messe Süd – Westkreuz – Charlottenburg – Savignyplatz – Zoologischer Garten – Tiergarten – Bellevue – Hauptbahnhof – Friedrichstraße – Hackescher Markt – Alexanderplatz – Jannowitzbrücke – Ostbahnhof – Warschauer Straße – Ostkreuz – Rummelsburg – Betriebsbahnhof Rummelsburg – Karlshorst – Wuhlheide – Köpenick – Hirschgarten – Friedrichshagen – Rahnsdorf – Wilhelmshagen – Erkner |